# Diecéze nîmeská
Diecéze nîmeská (-uzèsko-alèská) (lat. Dioecesis Nemausensis-Ucetiensis, franc. Diocèse de Nîmes, Uzès et Alès) je francouzská římskokatolická diecéze, založená v 5. století. Leží na území departementu Gard, jehož hranice přesně kopíruje. Sídlo biskupství a katedrála Notre-Dame-et-Saint-Castor de Nîmes se nachází ve městě Nîmes. Diecéze je součástí marseillské církevní provincie.
Od roku 2021 je diecézním biskupem Mons. Nicolas Brouwet.

## Historie
Biskupství bylo v Nîmes založeno v průběhu 5. století. V roce 1694 byla z diecéze vyčleněna část území pro nově zřízenou diecézi Alès.
V důsledku konkordátu z roku 1801 bylo 29. listopadu 1801 biskupství v Nîmes, zrušeno a jeho území včleněno do avignonské arcidiecéze. Stejně bylo zrušeno také biskupství v Alès (jeho území bylo včleněno zčásti do avigonské arcidiecéze a mendeské diecéze); 6. října 1822 bylo biskupství v Nîmes obnoveno.
K 27. dubnu 1877 byl změněn název diecéze na nîmesko-uzèsko-alèská.
Od 8. prosince 2002 je diecéze nîmeská sufragánem montpellierské arcidiecéze; do té doby byla sufragánní diecézí avignonské arcidiecéze.

## Ordinář
Od 30. ledna 2001 až do roku 2021 byl diecézním biskupem Mons. Wattebled. Po dosažení kanonického věku byl emeritován. Od roku 2021 je ordinářem Mons. Brouwet. 